# Boeing 747
Boeing 747 (изговор: //) широкотрупни је авион компаније Боинг који се користи у путничком и теретном саобраћају. Он је први широкотрупни авион икада произведен и један је од најпознатијих типова ове врсте авиона на свету. Често га називају Краљицом неба (енгл. Queen of the Skies) и Џамбо џетом (енгл. Jumbo Jet). Био је највећи путнички авион све до 2007. године када је у употребу ушао Ербас А380.
Димензије су му за око два и по пута веће од Боинга 707, који је током шездесетих година 20. века важио за највећи икада произведени цивилни авион. Први тест лет Боинга 747-100 обављен је 1970. године. Првобитна верзија овог авиона је 37 година (од првог тест лета) држала рекорд по броју седишта у путничком авионском саобраћају.
Основне карактеристике авиона су погон на четири мотора и подељеност путничког простора на два нивоа. Доњи спрат се протеже готово целом дужином летелице и има много већи капацитет у односу на горњу етажу коју многе авио-компаније користе за смештај путника прве и бизнис класе. Путничка варијанта летелице се веома брзо може претворити у теретну уклањањем седишта и постављањем теретних врата на предњем делу авиона. Боингови инжењери су управо тој трансформацији посветили много пажње приликом конструкције почетне варијанте „100“, јер су тадашње економске анализе указивале на пораст обима теретног авио-саобраћаја у будућности.
Бројни скептици нису били у праву када су предвидели да ће авион врло брзо бити технолошки превазиђен и да ће интересовање за овом врстом вадухоплова спласнути већ након 400 продатих примерака. Боинг је хиљадити примерак Џамбо џета испоручио купцу 1993. године, а већ до септембра 2012. произведено је 1.448 примерака авиона — заједно са 81 нереализованом поруџбином — углавном теретне варијанте „747-8“).
Класа „747-400“, која је продата у највише примерака, спада у најбрже широкотрупне авионе са брзином до 920 km/h и долетом од 13.450 km. Класа 747-400 има капацитет од 416 путника у три путничке класе (иако неке компаније смањују број седишта због већег комфора путника). У две класе авион може да понесе до 524 путника, а у економској 660. Најновија варијанта, Боинг 747-8, добила је током 2011. све потребне професионалне сертификате, а прва ју је почела користити теретна авио-компанија Карголукс у октобру 2011. У мају 2012. у саобраћај је пуштена и прва путничка верзија и то за потребе компаније Луфтханза.
Планирано је да садашња верзија Боинга 747 у скорој будућности буде замењена верзијом Боинг Y, која представља део Боинговог пројекта Јелоустоун (енгл. Boeing Yellowstone Project Y3).

## Развој

### Историјат
Америчко ратно ваздухопловство је још 1963. почело да разматра моделе развоја великих теретних авиона, много већих од модела Локид C-141 Старлифтер који се у то време сматрао највећим теретним авионом на свету. Већ у марту 1964. године започет је развој Си-екс система тешке логистике (енгл. CX-Heavy Logistics System) са примарним циљем конструкције супер-теретног авиона носивости до 81.600 kg терета и максималних брзина до 805 km/h (при терету од 52.200 kg) са долетом од 9.260 km. Такав авион је морао да поседује теретна врата са утоварно-истоварном рампом и с предњег и са задњег дела трупа.
Да би задате компоненте биле остварене, авион је морао да има најмање четири мотора, због чега су се инжењери усредсредили на развијање нових и знатно снажнијих мотора, који би притом трошили и знатно мање горива. Компаније Боинг, Даглас еркрафт, General Dynamics, Локид и Мартин Меријета су доставили предлоге за конструкцију предложеног типа авиона (закључно са 18. мајем 1964), док су предлоге за нове моторе доставили Џенерал електрик, Корпорације Кертис-Рајт и Прат & Витни. Неколико месеци касније, Америчко ратно ваздухопловство је продужило уговор са Боингом, Дагласом, Локидом, Џенерал електриком и Прат & Витнијем које су наставиле рад на конструкцији ваздухоплова.
С обзиром на чињеницу да је нови теретњак требало да има отворе и на предњем и на задњем делу трупа, конструктори су били принуђени да промене положај пилотске кабине. Локидови инжењери су одлучили да пилотску кабину монтирају изнад теретног отвора на предњем делу авиона. Америчко ратно ваздухопловство је било највише заинтересовано за Локидов и Џенерал електриков предлог развоја пројекта, и њиховим заједничким радом је настао Локид C-5 Галакси. Локидова идејна решења за овај теретњак касније су имала веома важну улогу у конструкцији будућег модела Боинга 747.

### Предлог примене нове концепције путничких авиона
Развој Боинга 747 је отпочео током шездесетих година 20. века, и поклопио се са великим бумом који је у том периоду доживљавао ваздушни путнички саобраћај. У то време у масовној употреби су били модели Боинг 707 и Даглас DC-8, авиони који су умногоме изменили ваздушни саобраћај на дугим рутама. Чак и пре настанка Си-екс система тешке логистике, тадашњи директор Пан ама Жуан Трип, челницима Боинга је изразио уверење у оправданост конструкције далеко већих ваздухоплова него што је то био Боинг 707. Гужве на аеродромима су биле огромне, што због наглог пораста броја путника, што због доста скромних превозних капацитета актуелних ваздухоплова.
Већ 1965. Боинг је пребацио значајан део своје логистике која је била посвећена раду на моделу 737 (укључујући и главног конструктора Џоа Сатера на нови пројекат 747. Међутим иако су челници Пан ама били веома заинтересовани за нови модел постојала је и не мала доза скептичности по питању економске исплативости тако скупог и великог пројекта. Како би спречили финансијске губитке услед евентуалног пада интересовања за путнички саобраћај овако великих авиона, Боингови конструктори су се одлучили за вишенаменску опцију сваке летелице, по потреби и за теретни и за путнички саобраћај (превасходно захваљујући Си-екс лоџистик систему који је у авиону остављао сасвим довољно простора за пренос терета).
Првих 25 примерака новог модела Боинга 747-100 поручила је компанија Пан ам у априлу 1966. за тада рекордних 525 милиона америчких долара. Симболично, уговор о поруџбини је потписан на педесету годишњицу од оснивања компаније Боинг.
Компанија Пан ам не само да је била главни пословни партнер Боинга него је и интензивно утицала на сам развој авиона, посебно када је било речи о идејним решењима спољашњег изгледа.

### Идејно решење пројекта
Локидов модел С-5 Галакси је развијен из програма Си-екс система (енгл. CX-Heavy Logistics System) Америчког ратног ваздухопловства чији је основни циљ била конструкција довољно великог авиона који би био оспособљен за транспорт гломазног терета. И Боингов модел 747 је настао из истих разлога, тражио се модел довољно велик и довољно брз како би могао да задовољи растуће потребе путничког и теретног ваздушног саобраћаја. Галакси С-5 је због тога и послужио као основа за конструкцију овог модела.
Према првобитном концепту, труп новог авиона је подељен на два спрата. На основном, или доњем спрату, планирано је постављање укупно осам седишта по колони (попречно у две колоне по 4 седишта), док би на горњем спрату број седишта по колони износио седам.
Међутим овакав распоред је остављао знатно мање простора за пртљаг, а представљао би проблем приликом хитних евакуација путника, због чега је напуштен. Чак се размишљало о напуштању модела двоспратне конструкције, али се на крају ипак остало при тој идеји. Пилотска кабина је постављена у предњем горњем делу ваздухоплова, по узору на модел Галакси. Управо због тога је и првобитни модел „747-100“ (уосталом као и сви будући модели) добио испупчење на горњем делу трупа. Простор непосредно иза пилотске кабине који у почетку није имао прецизну намену касније је претворен у фоаје.
Програм Боинг 747 је у основи базиран на моделу двопроточног турбомлазног мотора са великом двопроточношћу који је био у стању да произведе двоструко већи потисак него ранији модели мотора. Поменути модел мотора је био и знатно јефтинији јер је трошио за трећину мање горива. Иако је Џенерал електрик развио моторе за Локид С-5 Галакси, та компанија није учествовала у развоју мотора за „747“, већ је за тај посао била задужена Прат & Витни која је развила нови модел назван JT9D.
Први модел новог авиона требало је да буде достављен Пан аму најкасније до краја 1969. године. Боингови инжењери су успели да за мање од 28 месеци испоштују наручиоца, због чега су били принуђени да раде у три смене (због чега су добили надимак „невероватни“; енгл. The Incredibles). Рад на новом моделу компанији Боинг задао је велике финансијске потешкоће и готово је довео на ивицу банкрота, међутим одлична продаја касније је вратила сав уложени новац.

Фирма данас не би ни постојала да „747“ није узвратио уложени новац.

### Производни хангар
Због чињенице да постојеће производне траке нису задовољавале услове за производњу новог модела, компанија Боинг је одлучила да сагради потпуно нову фабрику са много већим хангаром. Пре коначне одлуке о њеном локалитету, у оптицају је било чак педесет градова широм САД.
На крају, нови производни погон је саграђен у близини окружног аеродрома Сноухомиш (познатог под називом Пејн филд) у Еверету (држава Вашингтон), на око 40 km северно од града Сијетла. Боинг је за ту намену 1966. откупио 3,2 km² земљишта.
Изградња производног погона тако великих димензија представљала је велики изазов, и захтевала је идентичан ниво сложености као и сама конструкција новог модела авиона. Његову изградњу лично је надгледао Малколм Стемпер, тадашњи шеф Боинговог одељења за развој турбина, а све са циљем да рад на новом моделу почне што је пре могуће.
Само да би се терен изравнао било је неопходно изместити 3,1 кубних милиона земље и камења. Ова фабрика је највећа зграда по запремини икада направљена на свету, а у пројекту њене изградње остављена јој је и могућност ширења уколико за то буде потребе у будућности.

### Развојна испитивања
Пре финалне конструкције првог примерка летелице, направљен је модел који се састојао само од трупа и који је служио за разна испитивања.
Један од важнијих тестова је било евакуисање 560 волонтера кроз излазе за ванредне ситуације за мање од 90 секунди — што је представљало време евакуације у хитним случајевима које је прописала Управа за цивилно ваздухопловство САД. Међутим током првог теста волонтерима је требало пуних 2,5 минута за евакуацију, а притом је дошло и до повреда неких од њих. Највећи проблем је представљала евакуација путника са горњег спрата, јер они нису били у могућности да користе тобогане на надувавање, већ су се спуштали уз помоћ појасева везаних конопцем за намотај.
Проблем је представљала и техничка припрема пилота за услове ролања на пистама. У ту сврху пилотска кабина Боинга 747 намонтирана је на камион што је омогућило пилотима да стекну одговарајуће искуство у вези са управљањем авионом са горњег спрата летелице.
Пре него што је први авион изашао са производне траке 30. септембра 1968, компаније је имала укупно 26 поруџбина од различитих авио-компанија које су биле заинтересоване за нови модел ваздухоплова.
Први тест лет новог модела извршен је 9. фебруара 1969. године (пилотирали су Џек Водел и Брајан Вајгл). Изузев проблема са једним закрилцем, тај тест лет је прошао доста добро.
Касније је обављен и тест једрења, на коме је примећено да долази до благе осцилације крила током неких сегмената испитивања. Овај проблем је делимично решен смањивањем тврдоће неких делова крила. Још један проблем је био одржавање равнотеже током брзог лета, али је и то решено додавањем противтегова од обогаћеног уранијума моторима авиона. Ово решење је касније наилазило на осуде јер је довело до неких хаварија током летова, попут хаварије на Ел-аловом лету 1862 до које је дошло због превелике тежине хоризонталних стабилизатора (са укупно 282 kg уранијума).
Испитивање су додатно отежавали и мотори Прат & Витни JT9D, са којима је било пуно проблема. Потешкоће су изазивале сувише споре реакција мотора на регулаторе потиска и изобличавање чауре мотора, до којих је долазило након веома кратког времена употребе. Ови проблеми су продужили радове за неколико месеци, а чак двадесет авиона је само чекало на инсталацију мотора.
Када је решен проблем са моторима, дошло је до новог одлагања испоручених модела купцима. Наиме при слетању на окружни аеродром Рентон пет авиона је озбиљније оштећено. Један тест авион је 13. децембра 1969. приликом слетања на други аеродром, где је требало да му буде уређен ентеријер, слетео са писте (авионом је управљао пилот Ралф Коукли). Приликом слетања са писте, део главног стајног трапа се одломио приликом чега су оштећена два мотора.
Све ове незгоде нису спречиле Боинг да пошаље један примерак на 28. аеромитинг у Паризу, који је одржан средином 1969. године и тада је нови Боингов модел по први пут представљен широј јавности. Америчка савезна управа за цивилно ваздухопловство је новом моделу додала бо професионалну сертификацију у децембру 1969. године. Тиме је и последња препрека за службену употребу новог модела отклоњена.

### Улазак у службу
Први модел Боинга 747 15. јануара 1970. године крстила је прва дама САД Пет Никсон, која је авиону дала име „Клипер Виктор“ (енгл. Clipper Victor). Церемонија крштења авиона је одржана на аеродрому Вашингтон Дулс, уз присуство тадашњег директора Пан-ама Нажиба Хејлебија. У овом случају одступило се од устаљене традиције према којој се сваки „крштени“ авион прска шампањцем те је 747 попрскан водом обојеном у плаву, црвену и белу боју (боје националне заставе САД).
Први комерцијални лет је обављен 22. јануара 1970. године на Пан-амовој редовној линији Њујорк—Лондон. Због проблема са мотором који се прегрејавао, лет је каснио пуних 6 сати.
Иако су многи аеродроми изражавали бојазан да неће моћи да опслужују толики авион, испоставило се да су њихова бриге биле неосноване. Након Пан ама и многе друге авио-компаније су уврстиле модел „747“ у своју флоту, што им је осигурало висок степен конкурентности на тржишту. Авио-компанијама је код новог модела била много важнија већа дужина долета, него сама полетна маса.
Међутим да би се исплатили трошкови сваког појединачног лета, који су били доста високи, цене карата су биле изразито високе у случајевима када авион није био адекватно попуњен путницима.
Јер Боинг 747 је и са 70% попуњених седишта трошио 95% горива, једнако као и пун авион, и због тога су цене карата у таквим случајевима биле високе.
Рецесија која је захватила свет почетком 70-их година 20. века је значајно утицала и на Боинг. Боинг је за 18 месеци (од септембра 1970) продао свега два примерка новог модела, а наредне три године није продат ни један примерак. Током 1973. дошло је до великих поскупљења горива што се негативно одразило на авионски саобраћај, а самим тим непосредно и на Боинг и нови модел „747“. Због смањења путника у авио-саобраћају, многе авио-компаније су одлучиле да замене моделе „747“ мањим авионима дугог долета, попут Макдонел Дагласа ДЦ-10 и Локида Л-1011, а касније и економичнијим двомоторним моделима Боинг 767 и Ербас А300. Пошто маркетиншки напори челника Американ ерлајнса нису давали резултате у повећању броја путника, њихов одбор је одлучио да замени модел „747“ са мањим и економичнијим Пан-амовим авионима. Делта ерлајнс је такође привремено суспендовала модел „747“ из своје флоте, али се касније удружила са Нортвест ерлајнсом који их је задржао у својој флоти.
Током 80-их година 20. века тржиште Боинга 747 је доживело својеврсну ренесансу. Број летова, али и нових дестинација у том периоду је нагло повећан. Авио-компаније су у то време Боингов модел 747 користиле углавном на прекоокеанским летовима.
Специјално за јапанско тржиште развијени су посебни модели краћег долета, капацитета преко петсто путника.

## Конструкција
Боинг 747 је велики, широкотрупни авион подељен у два одељка, тј. спрата и покрећу га 4 турбомлазна мотора. Стрела крила износи 37,5 степени, што омогућава авиону велику брзину крстарења од 893 km/h до 918 km/h, зависно од варијанте. Стрела крила омогућава авиону да стане у већ постојеће хангаре за авионе, што је уштедело доста новца.
У авион може да стане 366 путника у распореду 3—4—3 у економској путничкој класи и 2—3—2 у првој класи на доњем спрату. Горњи спрат има распоред седишта 3—3 у економској класи или 2—2 у првој класи.
Издигнута пилотска кабина ствара избочину на авиону, али омогућава да се код теретњака терет уноси са предње стране. Простор иза пилотске кабине намењен је за фоаје или за седишта, најчешће прве класе. Прве варијанте које су имале продужени горњи спрат су биле „100СУД“ (енгл. Stretched Upper Deck) и варијанта „300“. Пилотска кабина Боинга 747-400 има отвор посебно конструисан за посаду, како би могли да побегну у случају нужде.
Максимална полетна маса варира од 333.400 kg (варијанта „100“), до 439.985 kg (варијанта „8“). Долет авиона се креће од 9.800 km (варијанта „100“), до 15.000 km (варијанта „8I“).
Боинг 747 поседује четири одвојена хидраулична система и исти број ногу главног стајног трапа од којих сваки има четири точка, што омогућује авиону да равномерно распореди тежину када се креће по земљи. Због броја точкова, ако један откаже, то неће представљати велики проблем за авион. Уколико се деси да откаже стајни трап, авион може да слети на само две главне ноге стајног трапа.
Боинг 747 поседује закрилца састављена од три профилисана слоја, који се при извлачењу међусобно транслаторно померају и отварају струјне канале закренуте надоле. Сви мотори су опремљени системом за преусмерење потиска за 180 степени. На тај начин се авион ефикасније успорава у „трчању“, након што додирне тло при слетању и тако му се значајно скраћује потребна дужина стазе, до потпуног заустављања.

## Варијанте
Варијанта „100“ је била оригинална, тј. почетна варијанта, чији развој је почет 1966. године. За њом је уследила варијанта „747-200“ чији је развој почео 1968. године. Следећа варијанта је била варијанта „300“, чији развој почиње 1980. године. Развој најпродаваније и најуспешније варијанте, „747-400“, почиње 1986. године док је најновија варијанта „747-8“ најављена 2005. године. Од сваке варијанте развијено је више верзија. У прошлости се дешавало да се више варијанти производи у истом временском периоду.

### 747-100
Први Боинг 747 који је био направљен је био Боинг 747-100. Карактерисао га је горњи спрат, који је имао шест прозора (по три на свакој страни). У почетку, горњи спрат је имао функцију као фоаје, а касније су авио-компаније почеле да користе горњи спрат за седишта прве или „горње“ класе, па је Боинг био принуђен да производи авион са више (и до десет) прозора на горњем спрату. Боинг 747-100 је користио четири мотора Прат & Витни JT9D-3A.
Боинг ни један примерак није направио као теретни авион, али су неки примерци „100“ касније претворени у теретне авионе. Укупно је направљено 167 примерка ове варијанте.

#### 
Боинг  је развијен на захтев јапанских авио-компанија, којима је био потребан авион који би био коришћен на краћим рутама, између великих градова, којима путује много путника. Због инсистирања авио-компанија, Боинг је модификовао „747-100“ и од њега је настао авион са мањим резервоаром и већим капацитетом за терет. Први примерци су могли да понесу 498 седишта у једној, економској класи, док су касније инжењери успели да у авион поставе 550 седишта. Инжењери су предвидели да ће један примерак бити способан да изврши 52.000 летова у периоду од 20 година, за разлику од варијанте „100“ која може да обави 24.600 летова у истом периоду. Оригинални „747SR“ је имао конструкцију варијанте „100“ која је била ојачана, док су доњи део трупа и стајни трап конструисани тако да могу да издрже много слетања и полетања. Поред трупа и стајног трапа ојачана су и крила, а резервоар је смањен за 20%. Максимална полетна маса авиона је била 240.000 kg и сви су били опремљени моторима Прат & Витни JT9D-7A, од којих сваки производи 190 kN потиска.
Након што је Џапан ерлајнс наручио четири примерка варијанте „100SR“ (30. октобра 1972), почео је развој ове варијанте. Први авион је приказан јавности 3. августа 1973, док је први лет обављен 31. августа 1973. године. Авион је добио професионалну сертификацију од Америчке савезне управе за цивилно ваздухопловство (FAA) 26. септембра 1973, а прва испорука је уследила истог дана. Варијанта „100SR“ је ушла у службу са Џапан ерлајнсом. Авион је био претежно коришћен на летовима унутар Јапана. Укупно је направљено седам примерка варијанте „100SR“, и произвођени су од 1973. до 1975. године.
Од варијанте „100SR“, развијена је нова, варијанта „100BSR“, која се разликовала по већој полетној маси од претходне. Она је имала ојачану конструкцију, што је било потребно због тога што се авион користио на кратким рутама, па у служби изврши много полетања и слетања. Први лет овим авионом је обављен 3. новембра 1978. Први авион је достављен Ол нипон ервејзу, 21. децембра 1978. Укупно је произведено 20 примерка овог авиона, који су достављени Ол нипон ервејзу и Џапан ерлајнсу. Овај авион је имао максималну полетну масу од 272.155 kg и користио је исте моторе, JT9D-7A, као и варијанта „100SR“. Овај авион је коришћен на летовима унутар Јапана и имао је 455 и 456 седишта. Последњи лет овим авионом је обављен 10. марта 2006.
Боинг је за Џапан ерлајнс 1986. развио посебну верзију „100BSR“, која је имала продужени горњи спрат, преузет са варијанте „747-300“. Ова верзија је названа 747-100BSR SUD (енгл. Stretched Upper Deck). Први лет је обављен 26. фебруара 1986. док је професионалну сертификацију од Америчке савезне управе за цивилно ваздухопловство авион добио 24. марта 1986. када је извршена и прва испорука. Овај авион је имао 563 седишта у једној, економској класи и био је у комерцијалној употреби до краја 2006. када је пензионисан.
Укупно је произведено 29 Боинга 747SR. Направљено је седам примерка варијанте „100SR“, двадесет примерка „100BSR“ и два примерка варијанте „“.

#### 747-100B
Варијанта „747-100B“ је развијена од варијанте „100SR“, али је имала ојачану конструкцију и стајне трапове. Овај авион је имао и већи резервоар у који је могло да стане 182.000 l горива, што је омогућило авиону да прелети 9.300 km са 452 путника и теретом. Авион је имао већу максималну полетну масу од 340.000 kg. За разлику од варијанте „100“, овај авион је могао да користи три типа мотора: Прат & Витни JT9D-7A, Ролс Ројс RB211-524 и Џенерал Електрик CF6-50. Иако је мотор Џенерал Електрик CF6-50 био у понуди, авион са тим моторима никада није наручен.
Прва поруџбина овог модела је пристигла од Иран ера, авио-компаније која је поручила 1 примерак, 1. јуна 1978. Први лет овим авионом је обављен 20. јуна 1979. док је професионалну сертификацију од Америчке савезне управе за цивилно ваздухопловство авион добио 1. августа 1979. па је авион испоручен дан касније. Укупно је направљено 9 примерка овог авиона. Један је продат Иран еру док су других осам отишли у Саудијину флоту.

#### 747SP
Развој Боинга „747SP“ је почео због инсистирања Иран ера и Пан Америка Ворлд ервејза, којима је био потребан авион који би могао да понесе пуно путника и који би имао довољно дугачак долет за Пан амове руте од Њујорка до Блиског истока и Ер Иранове руте од Техерана до Њујорка. Лет Њујорк—Техеран је тада био најдужи лет на свету. Боинг 747SP је био краћи од варијанте „100“ за 14,73 m. Неки делови трупа су били уклоњени, док је централни део био реконструисан.
Боинг „747SP“ је користио једноставнија, једно-прорезна закрилца. За разлику од претходних варијанти, модел „747SP“ је имао горњи спрат који је био ужи, док је кормило било подељено на два дела, а вертикални и хоризонтални стабилизатори су били дужи. Авио-компаније су могле да бирају између два мотора за овај авион: Прат & Витни JT9D-7 и Ролс Ројс RB211-524.
Авион „747SP“ је добио професионални сертификат 4. фебруара 1976. а ушао је у службу исте године са Пан Американ ервејзом и Иран Ером у истој години. Овај авион је најчешће коришћен за велике аеродроме, кроз које пролази доста путника, са кратким пистама.
Укупно је направљено 45 примерка овог авиона, а 44. је био испоручен 30. августа 1982. Боинг је поново отворио продукциону траку 1987. када је пристигла поруџбина од владе Уједињених Арапских Емирата. Касније је НАСА користила овај авион за своја истраживања.

### 747-200
Док је варијанта „100“, која је користила моторе Прат & Витни JT9D-3A, имала довољно велики долет за летове унутар САД, то није био случај када су у питању дуже међународне руте. Авио-компаније су инсистирале да Боинг развије нову варијанту, са јачим моторима, повећаним долетом и максималном полетном масом, што је Боинг учинио развивши варијанту „200“. Први произведени примерци варијанте „200“ су имали шест прозора на горњем спрату, али је много наручилаца захтевало да горњи спрат има десет прозора са обе стране.
Боинг 747-200 је произведен у 4 верзије:
- путнички авион 200B
- теретни авион 200F
- конвертибилни авион 200C
- делом путнички, а делом теретни авион авион 200M

Боинг  је био основна, путничка верзија, која је имала повећани резервоар и снажније моторе у односу на варијанту „100“. Овај авион је ушао у службу фебруара 1971. године. Варијанта „200“ је користила моторе Прат & Витни JT9D-7. У односу на варијанту „100“ долет је повећан са 9.800 на 12.690 km. Баријанта „200“ је имала продужени горњи спрат на којем је могло бити постављено шеснаест седишта више или горње путничке класе.
Карго варијанта, „747-200F“, могла је да буде произведена са теретним вратима са стране авиона или без њих. У авион је могло да стане 105 t терета, док је максимална полетна маса авиона износила 378.000 kg. Овај авион је ушао у службу са Луфтханзом 1972. године.
Конвертибилна варијанта „747-200C“ могла је да буде коришћена као путнички или теретни авион или као комбинација оба. Седишта је било лако поставити и уклонити, зависно од потребе. Ова варијанта је имала велика теретна врата на носу авиона, а додатна су могла бити постављена на бочној страни на доњем, тј. основном спрату.
Боинг  је био комбинација путничког и теретног авиона. Терет се обично налазио на задњем делу трупа, где су се налазила карго врата. Преграда на основном спрату је делила теретни од путничког дела авиона. Било је омогућено њено померање како би се створило више простора за терет или за путнике. Варијанта „200M“ је могла да понесе 238 путника у три путничке класе. Максимална полетна маса авиона је била 377.842 kg.
Након што је Боинг 1. августа 1972. јавности представио варијанту „747-200“ са моторима Прат & Витни JT9D-7, Џенерал електрик је преговарао са Боингом могућност производње овог авиона са њиховим CF6-50 моторима, јер би се тако повећао интерес авио-компанија. Након тога Бритиш ервејз је 17. јуна 1975. поручио 4 примерка авиона са Ролс-Ројсовим моторима RB211-524B, који до тада нису били у понуди. Варијанта 747-200 је била прва за коју је постојала могућност избора три различита мотора од три различита произвођача.
Укупно је направљено 393 примерка ове варијанте „747“. Производња авиона је трајала до 1991. године. Укупно је направљено 225 примерка путничке варијанте, 73 примерка су били теретњаци, 13 конвертибилни, а 78 примерака је била комбинација теретног и путничког авиона. Укупно 4 примерака је произведено за војску. И данас има доста активних „747“ варијанте „200“, иако су их многе веће авио-компаније пензионисале и продале другим, мањим компанијама. После напада 11. септембра, дошло је до великог пада интересовања за путовање авио-саобраћајем, па је већи број путничких варијанти претворен у теретне авионе.

### 747-300
Боинг 747-300 има горњи спрат, који је за 7,11 m дужи од оног на варијанти „200“. Варијанта „300“ има два излаза за ванредне ситуације и има доста разлика у односу на претходне варијанте. Ова варијанта није прва чији је горњи спрат продужен; први Боинг 747 који је имао продужени горњи спрат је био Боинг 747-100SR који је направљен за Џапан ерлајнс.
За разлику од претходних варијанти, „300“ нема степенице у облику спирале, него има праве степенице које повезују основни и горњи спрат. Направљене су мање аеродинамичне преправке, па је самим тим повећана и брзина крстарења у односу на претходне моделе, али је задржана иста максимална полетна маса.
Боинг 747-300 је могао да буде опремљен моторима који су коришћени на варијанти „200“, али је Џенерал електрик развио нови мотор за ову варијанту (Џенерал електрик CF6-80C2B1).
Свисер је прва авио-компанија која је поручила ову варијанту, 11. јуна 1980. Овај авион је први пут полетео 5. октобра 1982. године, а прва испорука је обављена 22. марта 1983.
Осим путничке развијено је још верзија („300M“, „300SR“). Боинг 747-300М је био сличан моделу „200М“, али је имао продужени горњи спрат па је могао да понесе више путника. Боинг 747−300SR је авион развијен од варијанте „300“, али је у односу на њу имао краћи долет и могао је да понесе више путника. Авион је имао ојачану конструкцију и могао је да понесе више од 600 путника, што је случај са Џапан ерлајнсовим примерком. Теретна варијанта овог авиона никада није развијена, али је Боинг од 2000. године почео са претварањем путничких авиона у теретне.
Укупно је направљен 81 примерак Боинга 747-300; Произведено је 56 примерака путничке варијанте, 21 примерак варијанте „200М“ и четири примерка варијанте „“. Производња „747-300“ није дуго трајала, јер је развој варијанте „400“ почео мало након почетка производње Боинга 747-300. Последњи примерак Боинга 747-300 је испоручен 1990. године авио-компанији Сабена. Доста авио-компанија је наставило да користи варијанту „300“, али су неке своје примерке заменили Боингом 747-400. Ер Франс, Ер Индија, Пакистан интернашонал ерлајнс и Квантас су били међу највећим корисницима Боинга 747-300. Последњи путнички лет овим авионом је обавио Квантас, од Мелбурна до Лос Анђелеса, са преседањем у Окланду крајем 2008. године.

### 747-400
Боинг 747-400 је био модернизованија варијанта са повећаним долетом. Крила су била продужена за 1,8 m, а авион је добио винглете, који побољшавају аеродинамичност и економичност авиона. Винглети на варијанти „400“ је одвајају од претходних варијанти.
Боинг је развио нову, стаклену пилотску кабину са модернијом електроником, која је омогућила да се посада у пилотској кабини смањи са три члана на два. Посао који је обављао инжењер лета сада су могли да обављају пилот и копилот. Авион је имао резервоаре у репном делу, мотори су такође били модернизовани а дизајниран је и посебан, нови ентеријер. Већи долет је омогућио авио-компанијама да избегну слетање за допуњавање резервоара током лета.
Мотори који су развијени за варијанту „400“ су: Прат & Витни PW4062, Џенерал Електрик CF6-80C2 и Ролс-Ројс RB211-524.
Укупно је произведено 442 примерка у више верзија модела.

#### 747-400F
Варијанта 747-400F (енгл. Freighter) конструисана је тако да је користила труп Боинга 747-200F и ново развијену технологију преузету са Боинга 747-400. Први лет овим авионом је обављен 4. маја 1993. године, а у службу је ушао са Карголуксом 17. новембра 1993. године.
Највећи број поруџбина је стигао од авио-компанија: Атлас ер, Карголукс, Чајна ерлајнс, Коријан ер, Нипон карго ерлајнс, Полар ер карго и Сингапур ерлајнса.
Боинг 747-400F на носу има теретна врата и механизовани систем за руковање теретом. Терет се у авион уноси преко система ваљака које покрећу мотори. Са десне стране авиона могу бити постављена још једна, додатна теретна врата.
Укупно је направљено 126 примерка Боинга 747-400F, од којих су сви достављени до новембра 2009. године. Последњи примерак је достављен Нипон Карго ерлајнсу.

#### 747-400M
Боинг 747-400М је авион чији се један део користи као путнички, а други као теретни авион. Први лет овим авионом извршен је 30. јуна 1989. године, а у службу је ушао са КЛМ-ом 12. септембра 1989. године. Ово није била прва „комби“ варијанта Боинга 747.
Авион је користио задњи део доњег - основног спрата – за превоз терета, па су конструктори на задњи део авиона поставили велика теретна врата. Овај авион је имао новоразвијени против-пожарни систем. Доњи спрат је био продужен, а имао је и систем ваљака за руковање теретом, сличан оном на верзији 747-400F.
Укупно је направљено 61 примерак овог авиона, а последњи је достављен 2002. године КЛМ-у.

#### 747-400D
Боинг  (енгл. Domestic) авион је развијен првенствено за јапанско тржиште. Имао је унутрашњост која је могла да буде у две класе са 586 седишта у првој и 660 седишта у другој класи.
Верзија „400D“ нема винглете, јер би њихов учинак на кратким рутама био минималан. Овај авион обично има више прозора од варијанте „400“ на доњем и горњем спрату. Више прозора на горњем спрату је омогућило да се ту постави више седишта.
Укупно је направљено 19 примерка овог модела, а последњи је достављен Ол нипон ервејзу децембра 1995. године.

#### 747-400ER
Боинг  (енгл. Extended Range) била је верзија са долетом који је био продужен за 805 km. Развој овог авиона је почео 28. новембра 2000. године, након чега је Квантас поручио шест примерака. То су уједно били и једини примерци икада поручени. Први лет овим авионом је обављен 31. октобра 2002. године. Долет авиона је увећан тако што су додата два резервоара од 12.264 литара.
Укупно је било достављено шест примерка, од којих су прва три достављена 2002, а друга три 2003. године

#### 747-400ERF
Боинг  је био теретна варијанта Боинга 747-400ER, чији је развој почео 30. априла 2001. године.
Овај авион је имао много сличности са Боингом 747-400F, али је могао да понесе више терета и имао је већи долет. Његова максималну полетна маса је износила 412.769 kg и могао је да носи 112.760 kg терета. Авио-компаније су могле да бирају да ли желе већи долет или више простора за терет. У односу на 747-400F авион је могао да понесе 9.980 kg више терета или је могао да има продужени долет за 972 km.
Долет авиона је износио 9.200 km. У односу на „747-400F“ имао је дужи труп, наново конструисани стајни трап са већим гумама и већим деловима крила.
Први примерак достављен је Ер Франсу 17. октобра 2002. Боинг је произвео четрдесет примерка овог авиона, а последњи је достављен 22. децембра 2009. Данас се више не производи пошто га је заменио Боинг 747-8F, који има већи капацитет, већу максималну полетну масу и већи долет.

#### 747 Дримлифтер
Када је Боинг почео да развија Боинг 787 Дримлајнер, било је проблема око тога како ће се већи делови достављати до фабрике Еверет и до фабрике у Норт Чарлстону.
Боинг је због тога од варијанте „400“ развио Боинг 747 Дримлифтер. Први лет овим авионом је обављен 9. септембра 2006. године а за транспорт делова Дримлајнера авион је почео да се користи током 2007. године. За разлику од достава бродом, које трају и до месец дана, испоруке Дримлифтером трају мање од једног дана.
Укупно је произведено четири примерка овог авиона.

### 747-8
Боинг 747-8 је најновија варијанта Боинга 747, чији је развој почео 14. новембра 2005. године.
Авион је развијан упоредо са Дримлајнером. Много нових изума и побољшаних технологија које су развијене за Боинг 787 Дримлајнер су примењене на Боингу 747-8, па зато овај авион у свом називу има број 8. Ова варијанта је тиша, економичнија и више еколошка у односу на све претходне варијанте.
Дужина трупа је повећана са 70,8 m (Боинг 747-400) на 76,4 m. Овај авион покрећу модернизовани, па самим тим и економичнији мотори - Џенерал електрик ЏЕнкс-2B67.
Путничка варијанта је названа Боинг 747-8I (енгл. Intercontinental). Путничка варијанта може да понесе до 467 путника у три путничке класе. Долет авиона је 15.000 km и може да крстари брзином од 918 km/h. Посада са Боинга 747-400 може управљати овим авионом, без потребе за додатном обуком.
Када је овај авион ушао у службу 20. марта 2011. године претекао је Ербас А340-600 (75,3 m) и постао је најдужи путнички авион на свету. Први примерак путничке варијанте је достављен Луфтхази маја 2012. године.
Такође је развијена и теретна варијанта овог авиона, „747-8F“, и она је заменила Боинг 747-400ERF. Ова варијанта је имала 16% више простора у односу на његову претечу „400ERF“. Када су теретна врата на носу авиона отворена, она се дижу изнад трупа авиона, што чини утовар терета лакшим и бржим. Први пут је полетео 8. фебруара 2010. године, а професионалне сертификације је добио 19. августа 2010. године. Први примерак теретне верзије је испоручен 12. октобра 2011. године.
До децембра 2012. године поручено је 107 примерака од чега 67 поруџбина се односи на теретне а преосталих 40 на путничке варијанте. До краја 2012. године испоручено је укупно 40 примерка овог авиона, углавном теретне варијанте.
Америчко ратно ваздухопловство је 28. јануара 2015. године објавило да ће Боинг 747-8 бити следећи Air Force One, авион који се користи за превоз председника САД. Секретар АРВ – Дебора Ли Џејмс, изјавила је да је „Боинг 747-8 једина летелица која се производи на тлу САД, а која ће након одређених преправки моћи да испуни све захтеве за транспорт председника Сједињених Америчких Држава при његовим путовањима у земљи и иностранству“. АРВ намерава да купи две или три летелице Боинг 747-8, мада још није потписан никакав уговор са компанијом Боинг. У плану је да се ускоро потпише предуговор у којем ће се Боинг изабрати за уградњу додатне опреме и одбрамбених система летелице који су неопходни како би се испунили сви услови за превоз председника САД. АРВ наводи да би било превише компликовано да се уградња опреме повери некој другој компанији, јер би након тога летелица морала поново да прође цео процес сертификације. Нови 747-8 замениће модел 747-200, који у склопу АРВ има ознаку VC-25, а који добија позивни сигнал Air Force One када се председник у њега укрца. Боинг је две летелице 747-200 доставио 1990. године, и то су биле две последње летелице које су произведене у серији -200. АРВ је процес замене садашњих председничких авиона започело 2007. године, када се обратило европској компанији Ербас и било је заинтересовано за њен двопалубни супер-џамбо А380, као и компанији Локид Мартин за велики теретни авион C-5 Galaxy. Ербас је скоро одмах одустао од понуде јер је захтев био да се летелица у потпуности изгради на тлу САД, тако да би морала да се изгради цела линија за производњу и монтажу летелице, што никако није било економски исплативо. Тако је компанија Боинг остала једини могући произвођач који испуњава све услове.

### Неразвијене варијанте

#### 747 трајџет
Крајем шездесетих година 20. века Боинг је разматрао производњу Боинга 747 трајџет (енгл. Boeing 747 trijet) који би био конкуренција Макдонел Дагласу ДЦ-10 и Локиду L-1011. Боинг 747 трајџет би могао да понесе више терета, имао би већи долет и капацитет за више путника од ДЦ-10 и L-1011. Боинг је одлучио да ће трећи мотор бити постављен у склопу репа, али су истраживања Боингових инжињера показала да би била потребна потпуна реконструкција крила. Боингу је такође било важно да авион не претрпи превише измена у односу на оригиналну варијанту, како се не би указала потреба за поновно обучавање посаде. Касније је одлучено да се развој овог авиона обустави и уместо њега развијен је Боинг 747SP.

#### 747 ASB
Боинг је крајем осамдесетих и почетком деведесетих година 20. века најавио развој модела 747 ASB (енгл. Advanced Short Body), који би био одговор на Ербас А340 и Макдонел Даглас MD-11. Боинг је планирао да на овом авиону примени технологију развијену за модел „747-400“ и труп Боинга 747SP. Авион би имао долет од 15.000 km и могао би да понесе до 295 путника у 3 путничке класе. Али, због премалог интереса авио-компанија, Боинг је одлучио да откаже развој ове варијанте.

#### 747-500X, −600X и −700X
На Аеромитингу у Франбургу 1996. године, најављени су модели „“ и „“. Боинг је планирао да овај авион има труп преузет са варијанте „747-400“, који би био продужен и крила која су конструисана за Боинг 777, чији је распон 77 m. Авиони би имали снажније моторе и 4 уместо 2 точка на предњем стајном трапу и 20 уместо 16 на главном стајном трапу.
Варијанта „“ би имала труп дужине 76,2 m, могла би да понесе 462 путника са долетом од 16.100 km и имала би тежину од 450 t.
Варијанта „“ би имала нешто дужи труп, од 85 m, могла би да понесе до 548 путника и долет од 14.300 km са укупном тежином од 540 t.
Касније је Боинг испитивао интерес авио-компанија за „747-700X“. Ова варијанта би имала крила преузета са варијанте „747-600X“ и проширен труп, што би омогућило авиону да понесе до 650 путника и имала би исти долет као и „400“. Боинг је одлучио да обустави развој ових модела, због тога што би развој нових крила за нове варијанте коштао приближно пет милијарди америчких долара и због тога што по процјени интерес авио-компанија није био задовољавајући.

#### 747X и продужена варијанта 747X
Када је Ербас почео да развија модел A3XX, Боинг је понудио авио-компанијама нови модел Боинга 747 — „747X“. Боинг 747X не би захтевао комплетну реконструкцију крила као модели „“ и „600X“. Распон крила „747X“ би био повећан на 69,8 m. Овај авион би користио моторе Ролс-Ројс Трент 600 или Енџин Елијенс GP7172. Ентеријер авиона би био развијен од оног који је развијен за Боинг 777. Боинг 747X био могао да понесе 430 путника и имао би долет од 16.100 km.
Продужена варијанта „“ би имала труп дужине 80,2 m, што би омогућило авиону да понесе 500 путника са долетом од 14.500 km. Овај авион би такође имао ентеријер развијен од оног на Боингу 777.
Такође је најављен развој теретних верзија „747X“ и продужене варијанте „747X“, али и оне никада нису развијене.

#### 747-400XQLR
Када је програм развоја Боинга 747X отказан, Боинг је најавио развој модела који би био назван Боинг 747-400XQLR (енгл. Quiet Long Range). Авион би користио напредније моторе, који би га учинили економичнијим и тишим. Имао би дужи долет од варијанте „400“ (14.800 km). Врхови крила би били попут оних на Боингу 767-400ER док би мотори били обликовани тако да бука коју производе процеси који се дешавају унутар њих не напусти сам мотор. Пројекат никада није у потпуности развијен, али је на основу њега отпочет развој Боинга 747-8.

## Оператери

### Поруџбине и испоруке
| Година         | Укупно | 2013 | 2012 | 2011 | 2010 | 2009 | 2008 | 2007 | 2006 | 2005 | 2004 | 2003 | 2002 | 2001 | 2000 | 1999 | 1998 | 1997 | 1996 | 1995 | 1994 | 1993 | 1992 | 1991 | 1990 |
| -------------- | ------ | ---- | ---- | ---- | ---- | ---- | ---- | ---- | ---- | ---- | ---- | ---- | ---- | ---- | ---- | ---- | ---- | ---- | ---- | ---- | ---- | ---- | ---- | ---- | ---- |
| Број поруџбина | 1529   | 3    | 7    | -1   | 1    | 5    | 2    | 25   | 68   | 48   | 10   | 4    | 17   | 16   | 26   | 35   | 15   | 36   | 56   | 32   | 16   | 2    | 23   | 31   | 122  |
| Број испорука  | 1448   | 6    | 31   | 9    | 0    | 8    | 14   | 16   | 14   | 13   | 15   | 19   | 27   | 31   | 25   | 47   | 53   | 39   | 26   | 25   | 40   | 56   | 61   | 64   | 70   |

| Година         | 1989 | 1988 | 1987 | 1986 | 1985 | 1984 | 1983 | 1982 | 1981 | 1980 | 1979 | 1978 | 1977 | 1976 | 1975 | 1974 | 1973 | 1972 | 1971 | 1970 | 1969 | 1968 | 1967 | 1966 |
| -------------- | ---- | ---- | ---- | ---- | ---- | ---- | ---- | ---- | ---- | ---- | ---- | ---- | ---- | ---- | ---- | ---- | ---- | ---- | ---- | ---- | ---- | ---- | ---- | ---- |
| Број поруџбина | 56   | 49   | 66   | 84   | 42   | 23   | 24   | 14   | 23   | 49   | 72   | 76   | 42   | 14   | 20   | 29   | 29   | 18   | 7    | 20   | 30   | 22   | 43   | 83   |
| Број испорука  | 45   | 24   | 23   | 35   | 24   | 16   | 22   | 26   | 53   | 73   | 67   | 32   | 20   | 27   | 21   | 22   | 30   | 30   | 69   | 92   | 4    | –    | –    | –    |

- Боингови извори из јануара 2013. године.[126][127]

### Поруџбине и испоруке по варијантама
| Варијанта      | Поруџбине | Испоруке | Непопуњено |
| -------------- | --------- | -------- | ---------- |
| 747-100        | 167       | 167      |            |
| 747-100B       | 9         | 9        |            |
| 747-100SR      | 29        | 29       |            |
| 747-200B       | 225       | 225      |            |
| 747-200C       | 13        | 13       |            |
| 747-200F       | 73        | 73       |            |
| 747-200M       | 78        | 78       |            |
| 747-300        | 56        | 56       |            |
| 747-300M       | 21        | 21       |            |
| 747-300SR      | 4         | 4        |            |
| 747-400        | 442       | 442      |            |
| 747-400D       | 19        | 19       |            |
| 747-400ER      | 6         | 6        |            |
| 747-400ERF     | 40        | 40       |            |
| 747-400F       | 126       | 126      |            |
| 747-400M       | 61        | 61       |            |
| 747-8          | 40        | 14       | 26         |
| 747-8F         | 70        | 32       | 33         |
| 747-E4A        | 3         | 3        |            |
| 747-E4B        | 1         | 1        |            |
| 747SP          | 45        | 45       |            |
| Укупно 747-ица | 1528      | 1464     | 59         |

## Инциденти и удеси
До септембра 2010. Боинг 747 је учествовао у 124 авионске несреће у којима је изгубило живот укупно 2.852 особа. Неки авиони су се срушили због грешака у конструкцији док се највећа несрећа на Тенерифима догодила због лоше комуникације контроле лета и пилота. Боинг 747 је претрпео 31 отмицу, у којима је изгубило живот 25 особа.
Несрећа на аеродрому Тенерифе, која се десила у недељу 27. марта 1977. године, укључила је два авиона: један типа „747–121“ (први произведени Боинг 747) компаније Пан ам, а други је био „747-206B“, компаније КЛМ. До судара авиона на писти је дошло јер је КЛМ-ов пилот одлучио да полети, док Пан амов Боинг 747 (који је управио био слетео) још није био склоњен са писте. Ово је најсмртоноснија авионска несрећа икада, у којој је 583 путника изгубило живот, а 61 је преживело.
Авион Боинг 747-146SR, који је летео на Џапан ерлајнсовој линији 123 од Токија до Осаке, срушио се 12. августа 1985. године, када је због експлозивне декомпресије дошло до откидања вертикалног стабилизатора, што је довело до губљења свих хидрауличних система и посада није могла да контролише авион. Авион се срушио 32 минута након полетања, када се налазио на око 100 km удаљености од Токија. Истрагом је утврђено да је узрок ове несреће лоше одржавање авиона.
Ова несрећа је најсмртоноснија авионска несрећа која је укључивала само 1 авион и у њој је изгубило живот 520 људи, а преживело их је само 4.

## Карактеристике
| Модел                                                 | 747-100B                                                                                        | 747-200B                                                                                        | 747-300                                                                   | 747-400 747-400ER                                                                                        | 747-8I                                            |       |
| ----------------------------------------------------- | ----------------------------------------------------------------------------------------------- | ----------------------------------------------------------------------------------------------- | ------------------------------------------------------------------------- | --- | ------------------------------------------------- | ----- |
| Посада пилотске кабине                                | 3                                                                                               | 3                                                                                               | 3                                                                         | 2 | 2                                                 |       |
| Број седишта                                          | SR: 550 (1 путничка класа) 539 (1 путничка класа) 452 (2 путничке класе) 366 (3 путничке класе) | SR: 550 (1 путничка класа) 539 (1 путничка класа) 452 (2 путничке класе) 366 (3 путничке класе) | 660 (1 путничка класа) 524 (2 путничке класе) 416 (3 путничке класе)      | 660 (1 путничка класа) 524 (2 путничке класе) 416 (3 путничке класе)                                     | 605 (највећи број седишта) 467 (3 путничке класе) |       |
| Дужина                                                | 70,6 m                                                                                          | 70,6 m                                                                                          | 70,6 m                                                                    | 70,6 m                                                                                                   | 76,25 m                                           |       |
| Унутрашња ширина кабине                               | 6,1 m                                                                                           | 6,1 m                                                                                           | 6,1 m                                                                     | 6,1 m | 6,1 m                                             |       |
| Распон крила                                          | 59,6 m                                                                                          | 59,6 m                                                                                          | 59,6 m                                                                    | 64,4 m                                                                                                   | 68,5 m                                            |       |
| Површина крила                                        | 510,95 m²                                                                                       | 510,95 m²                                                                                       | 510,95 m²                                                                 | 525 m²                                                                                                   | 554 m²)                                           |       |
| Стрела крила                                          | 37,5º                                                                                           | 37,5º                                                                                           | 37,5º                                                                     | 37,5º | 37,5º                                             | 37,5º |
| Истезање крила                                        | 6,9                                                                                             | 6,9                                                                                             | 6,9                                                                       | 7,9 | 8,5                                               |       |
| Висина репа                                           | 19,3 m                                                                                          | 19,3 m                                                                                          | 19,3 m                                                                    | 19,4 m                                                                                                   | 19,4 m                                            |       |
| Тежина празног авиона                                 | 162.400 kg                                                                                      | 174.000 kg                                                                                      | 178.100 kg                                                                | 178.756 kg ER: 184.600 kg                                                                                | 214.503 kg                                        |       |
| Максимална полетна маса                               | 333.390 kg                                                                                      | 377.842 kg                                                                                      | 377.842 kg                                                                | 396.890 kg ER: 412.775 kg                                                                                | 442,253 kg                                        |       |
| Брзина крстарења                                      | 893 km/h                                                                                        | 893 km/h                                                                                        | 893 km/h                                                                  | 913 km/h/ER: 918 km/h                                                                                    | 918 km/h                                          |       |
| Највећа брзина                                        | 955 km/h                                                                                        | 955 km/h                                                                                        | 955 km/h                                                                  | 988 km/h                                                                                                 | 988 km/h                                          |       |
| Дужина залета при полетању са максималним оптерећењем | 3.190 m                                                                                         | 3.190 m                                                                                         | 3.320 m                                                                   | 3.018 m ER: 3.090 m                                                                                      | 3.090 m                                           |       |
| Највећи долет са максималним оптерећењем              | 9.800 km                                                                                        | 12.690 km                                                                                       | 12.400 km                                                                 | 13.450 km ER: 14.200 km                                                                                  | 15.000 km                                         |       |
| Највећи капацитет горива                              | 183.380l                                                                                        | 199.158l                                                                                        | 199.158l                                                                  | 216.840l ER:241.140l                                                                                     | 243.120l                                          |       |
| Мотор (x 4)                                           | Прат & Витни JT9D-7A/-7F/-7J Ролс-Ројс RB211-524B2                                              | Прат & Витни JT9D-7R4G2 Џенерал Електрик CF6-50E2 Ролс-Ројс RB211-524D4                         | Прат & Витни JT9D-7R4G2 Џенерал Електрик CF6-80C2B1 Ролс-Ројс RB211-524D4 | Прат & Витни PW4062 Џенерал Електрик CF6-80C2B5F Ролс-Ројс RB211-524G/H ER: Џенерал Електрик CF6-80C2B5F | Џенерал Електрик ЏЕнкс-2B67                       |       |
| Потисак мотора (по једном мотору)                     | ПВ 207 kN РР 223 kN                                                                             | ПВ 244 kN ЏЕ 234 kN РР 236 kN                                                                   | ПВ 244 kN ЏЕ 247 kN РР 236 kN                                             | ПВ 282 kN ЏЕ 276 kN РР 265/270 kN ER: ЏЕ 276 kN                                                          | 296 kN                                            |       |

Извори:
| ИАКО код | Модел (модели)                 |
| -------- | ------------------------------ |
| B741     | 747-100/100B                   |
| B742     | 747-200/200B/200M/E-4/VC-25    |
| B743     | 747-300/300M                   |
| B744     | 747-400/400C/400ER/400ERF/400F |
| B74D     | 747-400D                       |
| B74S     | 747SP                          |
| B74R     | 747-100SR/100BSR               |
| BLCF     | 747-400LCF Дримлифтер          |
| BSCA     | 747 за превоз шатлова          |
| B748     | 747-8F/8I                      |